# Franco Bitossi
Franco Bitossi (* 1. September 1940 in Carmignano) ist ein ehemaliger italienischer Radrennfahrer.
Bitossi beendete mit 14 Jahren die Schule und begann mit der Arbeit in einer Ziegelei. Seine täglichen Fahrten zur Fabrik weckten das Interesse am Radsport und er begann mit dem kontinuierlichen Trainung. Franco Bitossi galt als einer der angriffsfreudigsten Fahrer in der Geschichte des Radsports und als guter Bergfahrer. Er litt während seiner gesamten Karriere unter Herzbeschwerden. Erst 1971 erkannte ein Arzt, dass dies keine Herzkrankheit war, sondern psychosomatische Ursachen hatte.
Der Mann aus der Toskana wurde 1961 Berufsfahrer und konnte in den ersten drei Jahren im bezahlten Lager nur einen Sieg erringen. Erst 1964 brachte er sich international zur Geltung durch vier Etappensiege und als Sieger der Bergwertung beim Giro d’Italia. Im folgenden Jahr gewann er bei der Meisterschaft von Zürich und der Tour de Suisse 1965 (mit 3:00 Minuten Vorsprung auf Joseph Huysmans). Der eher emotionale Fahrer fuhr in acht verschiedenen Profiteams und war seit 1965 Kapitän im Filotex-Rennstall.
Er gewann zwei bedeutende Etappenrennen, fünf Klassiker in Italien und fünfmal die Italienische Meisterschaft, zwei davon im Querfeldeinfahren. Er gehörte lange Jahre der Italienischen Profi-Nationalmannschaft an und wurde bei Straßen-Weltmeisterschaften 1972 Zweiter und 1977 Dritter. 1972 schnappte ihm sein Landsmann Marino Basso das Regenbogentrikot buchstäblich auf den letzten Metern weg, eine Enttäuschung, die ihm lange zu schaffen machte. Seine Anhänger nannten ihn „den Mann mit dem verrückten Herzen“ („il cuore matto“), da er das medizinische Problem des plötzlichen Herzrasens hatte. Er musste dann während Rennen an den Straßenrand fahren und warten, bis sich sein Herzschlag wieder normalisiert hatte. Er fuhr jedes Jahr während seiner Laufbahn den Giro d’Italia, wo er 20 Etappensiege errang und zweimal die Punkte- bzw. dreimal die Bergwertung gewann. Die Tour de France bestritt er nur zweimal, holte 1966 und 1968 jeweils zwei Etappensiege und gewann 1968 die Wertung um das Grüne Trikot des Punktbesten. Die Rennserie Trofeo Cougnet konnte 1970 für sich entscheiden.
Seine Karriere beendete er 1978 im Alter von 38 Jahren mit insgesamt 144 Siegen als Profi, sein letztes Rennen bestritt er gemeinsam mit Felice Gimondi beim Giro dell’Emilia. Auch für Gimondi war es das Abschiedsrennen.

## Erfolge (Auszug)
1961
- eine Etappe Tre Giorni del Sud

1964
- vier Etappen und  Bergwertung Giro d’Italia

1965
- Gesamtwertung und zwei Etappen Tour de Suisse
- Meisterschaft von Zürich
- eine Etappe und  Bergwertung Giro d’Italia
- Giro del Lazio

1966
- zwei Etappen und  Bergwertung Giro d’Italia
- zwei Etappen Tour de France
- drei Etappen Tour de Romandie
- Coppa Sabatini

1967
- Lombardei-Rundfahrt
- Gesamtwertung und eine Etappe Tirreno–Adriatico
- eine Etappe Giro d’Italia
- Vier-Kantone-Rundfahrt
- Trofeo Laigueglia
- Coppa Agostoni

1968
- Meisterschaft von Zürich
- Mailand–Turin
- Coppa Bernocchi
- Coppa Sabatini

1969
- eine Etappe Giro d’Italia
- Gran Premio Montelupo
- Coppa Agostoni
- zwei Etappen Tirreno–Adriatico
- zwei Etappen Katalonien-Rundfahrt

1970
- vier Etappen und  Punktewertung Giro d’Italia
- zwei Etappen Tour de Suisse
- Lombardei-Rundfahrt
- Gesamtwertung und eine Etappe Katalonien-Rundfahrt
- Giro di Campania
- Giro dell’Emilia
- Italienische Straßenmeisterschaft
- Giro del Veneto
- Giro delle Tre Provincie

1971
- eine Etappe Giro d’Italia
- eine Etappe Paris-Nizza
- Gran Premio Industria e Commercio di Prato
- Mailand-Vignola
- Coppa Agostoni
- Italienische Straßenmeisterschaft

1972
- Giro di Puglia
- Giro di Campania
- Giro della Provincia di Reggio Calabria
- Col San Martino
- Weltmeisterschaft – Straßenrennen

1973
- eine Etappe Giro di Sardegna
- Giro del Veneto
- Giro dell’Emilia
- Hyon-Mons

1974
- drei Etappen Giro d’Italia
- vier Etappen Tour de Suisse
- Grand Prix de Cannes
- eine Etappe Tirreno–Adriatico
- Giro di Romagna
- Trofeo Matteotti

1975
- eine Etappe Giro d’Italia
- zwei Etappen Mittelmeer-Rundfahrt
- eine Etappe Paris-Nizza
- eine Etappe Giro di Puglia

1976
- eine Etappe Mittelmeer-Rundfahrt
- Giro del Friuli
- Trofeo Laigueglia
- Grote Prijs Raf Jonckheere
- Italienische Straßenmeisterschaft 1

1977
- Gran Premio Città di Camaiore
- Weltmeisterschaft – Straßenrennen
- Italienischer Meister – Querfeldeinfahren

1978
- Italienischer Meister – Querfeldeinfahren

## Wichtige Platzierungen
| Weltmeisterschaft   | 1968 | 1970 | 1971 | 1972 | 1973 | 1977 |
| ------------------- | ---- | ---- | ---- | ---- | ---- | ---- |
| StraßenrennenStraße | 4    | 9    | 16   | 2    | 14   | 3    |